# Juan Gracia Zazueta
Juan Gracia Zazueta (18 de abril de 1901, Quiriego, Sonora, México - 13 de octubre de 1981, Ciudad Obregón, Sonora, México) fue un militar y deportista mexicano. Fue medallista de bronce en los Juegos Olímpicos de Berlín 1936, representando a México en la competencia de polo.

## Primeros años
Juan Gracia Zazueta nació el 18 de abril de 1901 en la localidad de Quiriego, Sonora. Sus padres fueron Juan Santos Gracia Cázarez y Eloisa Zazueta Ruiz. Estudió en el Heroico Colegio Militar, dónde obtuvo el rango de mayor.

## Trayectoria deportiva
En 1927 debutó como jugador de polo en el equipo de guardias presidenciales. Posteriormente fue parte del equipo de presidencia en 1929, del equipo de la Secretaría de Guerra y Marina en 1931, del equipo del regimiento 54 en 1932, de los rayados de Celaya en 1933 y nuevamente del equipo de presidencia en 1936. También compitió en la segunda edición de los Juegos Centroamericanos y del Caribe, celebrados en La Habana, Cuba, en 1930.
En los Juegos Olímpicos de Berlín 1936 fue uno de los integrantes del equipo de polo de la delegación mexicana, junto con los capitanes Antonio Nava Castillo y Alberto Ramos Sesma y el mayor auxiliar Julio Mueller Luján. Debido a la dificultad para el traslado de los caballos, solo cuatro naciones asistieron al evento. El primer encuentro, contra el equipo inglés, terminó en derrota para el equipo mexicano con un marcador de 13-11. El segundo partido, contra el equipo argentino, igualmente resultó en derrota de 15-5. El tercer encuentro fue contra el equipo húngaro, al cual lograron vencer con un marcador de 16-2. En el marcador final la delegación mexicana recibió la medalla de bronce, el equipo inglés la de plata y el argentino la de oro. Los Juegos Olímpicos de Berlín fueron los últimos en que se contempló el polo como deporte olímpico.
Posteriormente fue integrante de los equipos de polo de veterinaria en 1940, del Colegio Militar en 1941 y posteriormente del equipo Marte. Fue parte de varias escuadras nacionales de polo, compitiendo en Argentina, Estados Unidos y Perú. En 1941 participó del primer encuentro internacional entre el equipo estadounidense y el mexicano en Ciudad de México, patrocinado por el general Manuel Ávila Camacho, que en ese momento era presidente de México. Gracia Zazueta también destacó como tirador y fue condecorado con la medalla al mérito deportivo.
Juan Gracia Zazueta falleció el 13 de octubre de 1981 en Ciudad Obregón, Sonora.